# تكوين جيولوجي

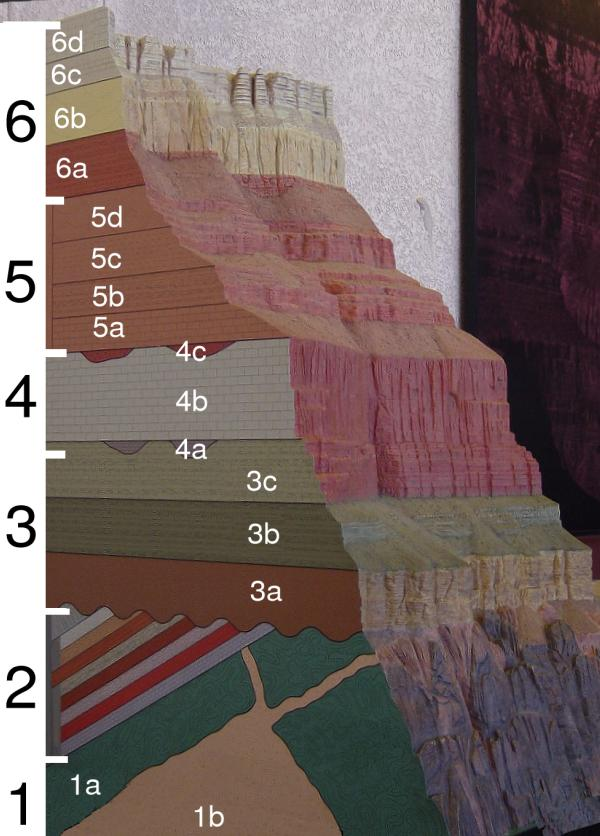
مقطع جيولوجي قاطع لجيولوجيا الغراند كانيون. الأرقام السوداء تتوافق مع مجموعات لتكوينات ما، أما البيضاء فتتوافق مع تكوينات أخرى (لمعلومات أكثر أنقر الصورة).

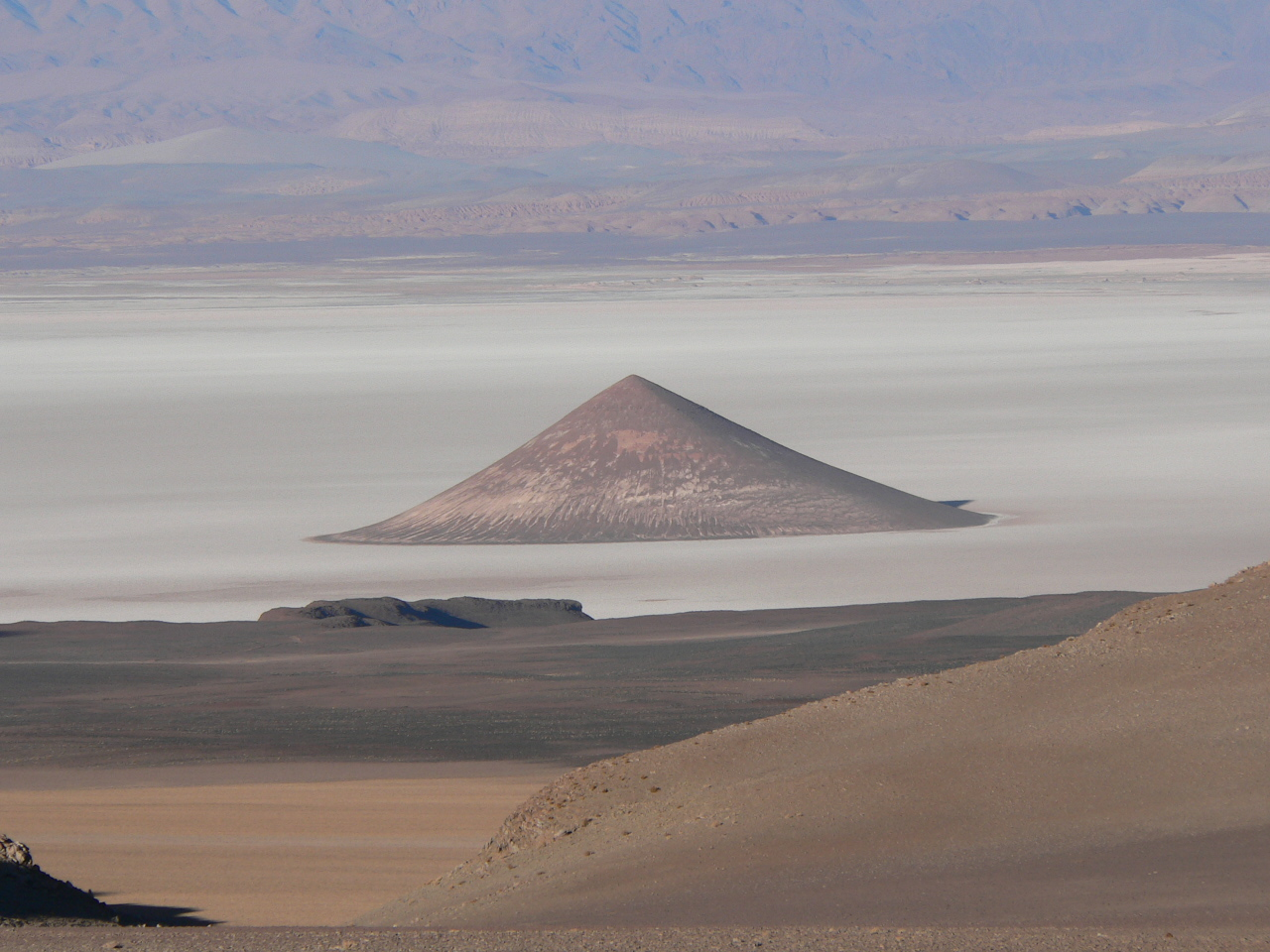
بركان طبقي, سالتا (الأرجنتين)

التكوين  الجيولوجي أو المتكون الجيولوجي هو وحدة أساسية في دراسة الطبقات الصخرية. يتكون المتكون من عدد محدد من طبقات الصخور الأرضية لهم ذات الخصائص المادية (الليثولوجية) والسحنة بالإضافة إلى عدة خواص أخرى. لا تحدد التكوينات نسبة إلى سمك طبقات صخرها المكون لها، لأن لسمك مختلف التكوينات القدرة على التغير بشكل كبير.
في كثير من التكاوين توجد تغيرات ليثولوجية أو تغيرات سحنية، فقد يوجد ضمن التكوين الواحد مجموعة من الطبقات أو طبقة معينة تختلف في صفاتها العامة عن التكوين ككل وهذا يطلق عليه اسم عضو(Member)